# 二諦
二諦，佛教與印度教術語，二種不同的諦，為世俗諦（saṁvṛiti-satya）與勝義諦（paramartha-satya）二者的合稱，是對於真理的一種看法。最早源自吠陀時代的奧義書思想，將世間的道理稱為世俗諦，超越世間的道理為勝義諦。佛教接受這個說法，部派佛教中的說一切有部、經量部，與大乘佛教都使用這個術語。

## 概論

### 勝義諦
勝義諦又稱第一義諦，按照阿毗曇，是指色法、心法、心所法、心不相應行法、無為法等無法再拆分的真實法。

### 世俗諦
世俗諦是指但有假名而無自性的法，如瓶子是由色法因緣和合而成，人是由五蘊因緣和合而成。

## 佛教論書說法

### 阿毘達磨大毘婆沙論
《阿毘達磨大毘婆沙論》對於四聖諦和二諦的關係，列舉了四家的說法：
- 第一家，以苦、集二諦為世俗，滅、道二諦為勝義。
- 第二家，以前三諦為世俗，道諦為勝義。
- 第三家，四諦皆是世俗諦攝。……唯一切法空非我理，是勝義諦，空非我中，諸世俗事絕施設故。
- 第四家，有部婆沙師所持：四諦皆有世俗、勝義。
  - 苦、集諦中世俗諦，「男女行住及瓶衣等，世間現見諸世俗事」；滅諦中世俗諦，佛說「滅諦如林園、如彼岸等」；道諦中世俗諦，佛說「道如船筏、梯登、臺觀、如花、如水」。
  - 苦諦中勝義諦，「苦、非常、空、非我」理；集諦中勝義諦，「因、集、生、緣」理；滅諦中勝義諦，「滅、靜、妙、離」理；道諦中勝義諦，「道、如、行、出」理。

## 各派說法

### 如來藏學派
如來藏學派主張，勝義諦即是指如來藏。

## 外部連結
维基文库中的相關文獻：Saṃyukta Āgama 301: Kātyāyana Gotra Sūtra
- Barbara O'Brien: The Two Truths. What Is Reality?（页面存档备份，存于）